# Garnett Silk
Garnett Silk (* 2. April 1966 in Greenvale; † 10. Dezember 1994 in Mandeville) war ein jamaikanischer Reggae-Musiker.

## Leben
Garnett Silk wurde als Garnet Damion Smith in einem Vorort von Mandeville auf Jamaika geboren. Er war bekannt für seine emotionale, starke, seidige („silky“) Stimme. Während der 1980er-Jahre war er eines der vielversprechendsten Talente, den viele für den "nächsten Bob Marley" hielten.
Garnett Silk starb 1994 bei einer Gasexplosion im Haus seiner Mutter, die durch unsachgemäßen Schusswaffengebrauch ausgelöst wurde: Der mit Waffen unerfahrene Silk hatte sich eine Pistole besorgt, um sich und seine Mutter vor Raubüberfällen zu schützen; beim Laden löste sich ein Schuss und traf einen Propangastank.

## Musik
Garnett Silks Debüt-Album war „It’s Growing“, sein erster Hit „Hello Mama Africa“. Er wurde von Sugar Minott gefördert, der seine ersten Aufnahmen produzierte. Darüber hinaus arbeitete er unter anderem mit Buju Banton und King Tubby zusammen.
Seine vielleicht größte Leistung war es, dass er in einer Zeit, in der Slackness und reiner Party-Dancehall vorherrschend waren, mit spirituellen Conscious-Texten erfolgreich war und nach seinem Tod viele Sänger diesen Stil aufgriffen.

## Diskographie
- It’s Growing (1992)
- Gold (1993)
- 100% Silk (1993)
- Tony Rebel Meets Garnett Silk In A Dancehall Conference (1994)
- Love Is The Answer (1994)
- Silky Mood (1995)
- Nothing Can Divide Us (1995)
- Silky Mood / Lord Watch Over Our Shoulders(1995)
- Reggae Max (1997)
- Journey (1998)
- Live At Reggae Sunsplash 1994 (1999)
- Killamanjaro Remembers Garnett Silk (Dubplate Collection) (1999)
- The Definitive Collection (2000)